# Der Junker von Denow
Der Junker von Denow ist eine Novelle von Wilhelm Raabe, die im Spätherbst 1858 entstand und 1859 in Westermanns Monatsheften erschien. 1862 lag der Text in der Sammlung „Verworrenes Leben“ bei Carl Flemming in Glogau vor. Nachauflagen hat Raabe 1896, 1901 und 1905 erlebt. Meyen nennt sieben Besprechungen aus den Jahren 1863 bis 1955.
Hoppe und Plischke geben eine der Quellen Raabes an, die 1823 in Leipzig erschienen war: Friedrich Schiller: Geschichte des Abfalls der Niederlande von der Spanischen Regierung. Fortgesetzt von Carl Curths. Den Kampf der Niederländer gegen die Spanier im Jahr 1599 hat der Autor daraus auch noch in den historischen Novellen Die schwarze Galeere und Sankt Thomas verarbeitet.

## Inhalt

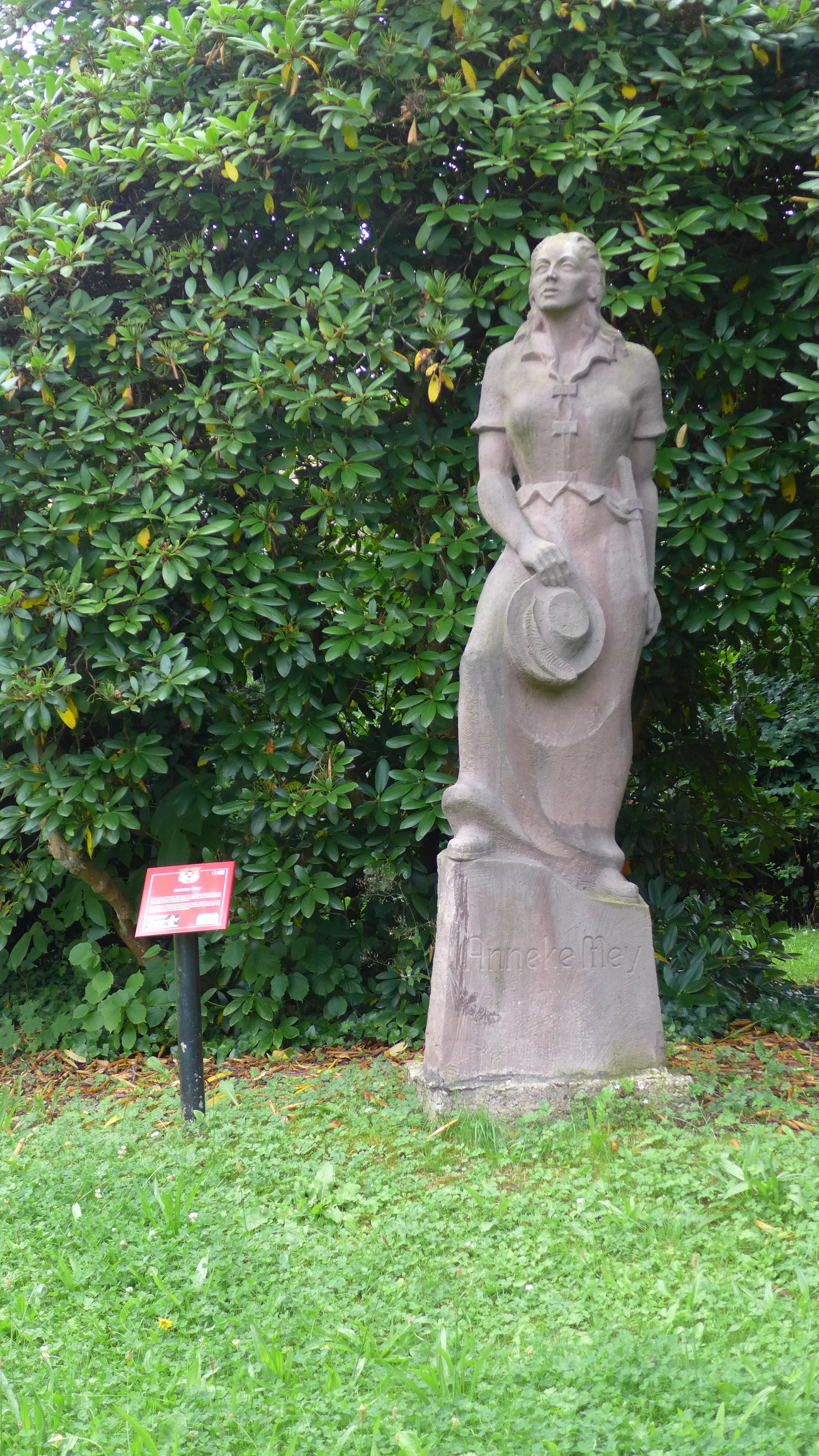
Die Skulptur "Anneke Mey" in Stadtoldendorf

Am 6. September 1599 überbringt Junker Christoph von Denow den meuternden Söldnern in Rees am Rhein einen Befehl des Grafen von Hohenlohe. Die Truppe soll zum Kampf gegen die Spanier ausrücken. Als die Meuterer einen Hauptmann umbringen wollen, schreitet Christoph vergeblich ein. Der Junker kämpft darauf an vorderster Front gegen die Spanier und trägt eine Stirnwunde davon. Der gegnerische Feldherr Don Ramiro de Gusman lässt die Rheinschleusen öffnen. Die junge Anneke Mey aus Stadtoldendorf, Marketenderin und Schenkin im braunschweigischen Regiment, rettet den Verletzten vor dem Ertrinken.
Als der Junker das Bewusstsein wiedererlangt, liegt er auf einem Karren im Schoß von Anneke inmitten des Zuges der Meuterer auf dem Wege nach Münster. Christoph wirft Anneke vor, er werde nun für einen Spießgesellen der Meuterer gehalten; zumal da die Meuterer Christoph an der Stelle ihres Obristen von Rethen sehen möchten. Als der Zug auf dem Weitermarsch endlich die Weser erreicht, wird er vom Grafen von Hollach bedrängt und weicht aus. Die Söldner setzen den noch nicht gesunden Junker aufs Pferd. Christoph führt die Meuterer gegen seinen Willen.
Im November 1599 wird der Junker von Denow in Wolfenbüttel von einem Kriegsgericht des Herzogs Heinrich Julius zum Tode durch den Strang verurteilt. Anneke, die der Schlosswache als Soldatenkind gut bekannt ist, dringt – für wenige Stunden nur – in das Gefängnis zu Christoph vor. Etliche zum Tode verurteilte werden vom Herzog begnadigt und gegen den in Ungarn stehenden Feind ausgeschickt. Der Junker will Recht und keine Gnade. Als er auf der Leiter zum Henker hinaufsteigen muss, vermisst er Anneke unter den Umstehenden. Der Delinquent kann nicht verstehen, warum sie ihn im Stich gelassen hat. Erdwin Wüstemann, der treue Knecht des alten Hauses von Denow, will, dass der Herr einen adeligen Tod stirbt und erschießt ihn. Ein Reiter mit einem Papier in der Hand sprengt heran. Christoph soll zurück ins Gefängnis. Sein Fall soll neu verhandelt werden. Zu spät.
Im Gefolge des Herzogs erscheint Anneke auf dem Richtplatz. Sie wirft sich über die Leiche des Geliebten und stirbt.

### Ausgaben
- Verworrenes Leben. Novellen und Skizzen von Wilhelm Raabe. 263 Seiten. Carl Flemming, Glogau 1862 (Die alte Universität. Der Junker von Denow. Aus dem Lebensbuch des Schulmeisterleins Michel Haas. Wer kann es wenden? Ein Geheimnis)[6] (Erstausgabe).
- Der Junker von Denow. Historische Novelle. S. 385–433. Mit einem Anhang, verfasst von Karl Hoppe und Eberhard Rohse, S. 602–614 in Karl Hoppe (Bearb.), Hans Oppermann (Bearb.): Die Kinder von Finkenrode. Der Weg zum Lachen. Der Student von Wittenberg. Weihnachtsgeister. Lorenz Scheibenhart. Einer aus der Menge. Die alte Universität. Der Junker von Denow. Aus dem Lebensbuch des Schulmeisterleins Michel Haas. Wer kann es wenden? Vandenhoeck & Ruprecht, Göttingen 1992. Bd. 2 (2. Aufl., besorgt von Eberhard Rohse), ISBN 3-525-20164-8 in Karl Hoppe (Hrsg.), Jost Schillemeit (Hrsg.), Hans Oppermann (Hrsg.), Kurt Schreinert (Hrsg.): Wilhelm Raabe. Sämtliche Werke. Braunschweiger Ausgabe. 24 Bde. (Verwendete Ausgabe).

## Sekundärliteratur
- Fritz Meyen: Wilhelm Raabe. Bibliographie. 438 Seiten. Vandenhoeck & Ruprecht, Göttingen 1973 (2. Aufl.). Ergänzungsbd. 1, ISBN 3-525-20144-3 in Karl Hoppe (Hrsg.): Wilhelm Raabe. Sämtliche Werke. Braunschweiger Ausgabe. 24 Bde.
- Sankt Thomas. S. 5–59. Mit einem Anhang, verfasst von Karl Hoppe und Hans Plischke, S. 405–421 in Karl Hoppe (Bearb.), Hans Oppermann (Bearb.), Constantin Bauer (Bearb.), Hans Plischke (Bearb.): Erzählungen. Sankt Thomas. Die Gänse von Bützow. Theklas Erbschaft. Gedelöcke. Im Siegeskranze. Der Marsch nach Hause. Des Reiches Krone. Deutscher Mondschein. Vandenhoeck & Ruprecht, Göttingen 1976. Bd. 9.2 (2. Aufl., besorgt von Karl Hoppe), ISBN 3-525-20120-6 in Hoppe (Hrsg.), Jost Schillemeit (Hrsg.), Hans Oppermann (Hrsg.), Kurt Schreinert (Hrsg.): Wilhelm Raabe. Sämtliche Werke. Braunschweiger Ausgabe. 24 Bde.
- Cecilia von Studnitz: Wilhelm Raabe. Schriftsteller. Eine Biographie. 346 Seiten. Droste Verlag, Düsseldorf 1989, ISBN 3-7700-0778-6